# USS Hulbert (DD-342)
USS Hulbert (DD-342/AVD-6) là một tàu khu trục lớp Clemson được Hải quân Hoa Kỳ chế tạo vào cuối Chiến tranh Thế giới thứ nhất. Nó là chiếc tàu chiến thứ ba của Hải quân Hoa Kỳ được đặt theo tên Trung úy Thủy quân Lục chiến Henry L. Hulbert (1867-1918), người được tặng thưởng Huân chương Danh dự trong cuộc Nội chiến Samoa thứ hai và tử trận trong Thế Chiến I. Được cải biến thành một tàu tiếp liệu thủy phi cơ và xếp lại lớp với ký hiệu lườn AVD-6, Hulbert đã tiếp tục phục vụ trong suốt Chiến tranh Thế giới thứ hai cho đến khi xung đột kết thúc. Nó ngừng hoạt động năm 1945 và bị bán để tháo dỡ năm 1946.

## Thiết kế và chế tạo
Hulbert được đặt lườn vào ngày 18 tháng 11 năm 1918 tại Xưởng hải quân Norfolk ở Portsmouth, Virginia. Nó được hạ thủy vào ngày 28 tháng 6 năm 1919, được đỡ đầu bởi bà V. C. Hulbert, vợ góa Trung úy Hulbert, và được đưa ra hoạt động vào ngày 27 tháng 10 năm 1920 dưới quyền chỉ huy của Hạm trưởng, Đại úy Hải quân S. A. Maher.

## Lịch sử hoạt động

### Giữa hai cuộc thế chiến
Sau chuyến đi chạy thử máy và huấn luyện ngoài khơi Norfolk, Virginia, Hulbert tham gia các cuộc cơ động của tàu khu trục tại khu vực Đại Tây Dương cho đến tháng 6 năm 1921, khi nó trợ giúp vào việc thử nghiệm vũ khí đạn dược trên các tàu chiến cũ của Hoa Kỳ và chiến giữ của Đế quốc Đức sau Thế Chiến I. Trong năm tiếp theo, nó hoạt động ngoài khơi Newport, Rhode Island cùng các tàu khu trục khác.
Hulbert khởi hành vào ngày 20 tháng 6 năm 1922 để nhận nhiệm vụ tại Trạm Á Châu, đi ngang qua Địa Trung Hải và Ấn Độ Dương và đi đến Yên Đài, Trung Quốc vào ngày 26 tháng 8. Nó tuần tra tại vùng biển Trung Quốc và Philippines trong năm tiếp theo, bảo vệ quyền lợi của Hoa Kỳ trong khi diễn ra cuộc Nội chiến Trung Quốc. Nó cũng tham gia các cuộc tập trận hạm đội thường lệ nhằm duy trì tình trạng sẵn sàng chiến đấu cao cho thủy thủ đoàn và trang bị. Chiếc tàu khu trục đã tham gia triệt thoái các nhà truyền giáo và công dân Hoa Kỳ vào tháng 3 năm 1927 và tháng 9 năm 1928. Hoàn tất lượt phục vụ kéo dài tại Viễn Đông, nó lên đường quay trở về nhà từ Yokohama, Nhật Bản vào ngày 22 tháng 7 năm 1929, về đến San Diego, California vào ngày 17 tháng 8.
Trong thời gian còn lại của năm, Hulbert hoạt động như tàu canh phòng máy bay cho các tàu sân bay Langley và Saratoga ngoài khơi California, giúp vào việc phát triển chiến thuật tàu sân bay. Nó tham gia các cuộc thực tập hạm đội quan trọng trên cả hai phía bờ biển trong giai đoạn từ năm 1930 đến năm 1934, và đi đến Philadelphia, Pennsylvania vào ngày 14 tháng 8 năm 1934. Nó được cho xuất biên chế tại đây vào ngày 17 tháng 10 năm 1934 và được đưa về lực lượng dự bị.
Hulbert được cải biến thành một tàu tiếp liệu thủy phi cơ, được nhập biên chế trở lại tại Xưởng hải quân New York với ký hiệu lườn mới AVD-6 vào ngày 2 tháng 8 năm 1940. Nó đi đến San Diego vào ngày 24 tháng 8 ngang qua vịnh Guantánamo, Cuba và kênh đào Panama, và bắt đầu phục vụ cùng Không đoàn Tuần tra một trong các hoạt động tại vùng bờ Tây, giúp hoàn thiện khả năng trinh sát của các thủy phi cơ Hoa Kỳ. Nó khởi hành vào ngày 8 tháng 5 năm 1941 để đi Trân Châu Cảng, nơi nó trở thành tàu chỉ huy của Liên đoàn Tuần tra, và tiếp tục phục vụ bảo trì và sửa chữa thủy phi cơ.

### Thế Chiến II
Vào sáng ngày 7 tháng 12 năm 1941, trong trận Tấn công Trân Châu Cảng, Hulbert đang neo đậu tại Căn cứ Tàu ngầm Trân Châu Cảng. Lệnh báo động được đưa ra ngay trước 08 giờ 00, và dàn hỏa lực phòng không của con tàu ngay lập tức nổ súng vào những máy bay tấn công; con tàu bước vào chế độ trực chiến ngay khi trinh sát viên trên tàu trông thấy cuộc tấn công của máy bay Nhật, và nó được tin là con tàu đầu tiên của hạm đội đã khai hỏa. Khi máy bay Nhật tập trung sự tấn công của chúng lên đảo Ford và hàng thiết giáp hạm, nó đã bắn rơi một máy bay ném bom-ngư lôi lúc 07 giờ 58 phút, chia sẻ chiến công bắn rơi một máy bay ném bom bổ nhào lúc khoảng 08 giờ 20 phút, và làm hư hại nhiều chiếc khác. Sau cuộc tấn công, nó tham gia các nỗ lực cứu hộ; và sau khi được tiếp đạn, nó di chuyển đến Hilo vào ngày 9 tháng 12 thiết lập một căn cứ tiền phương cho những máy bay ném bom. Nó cũng được kêu gọi để trợ giúp ngoài biển, đã sửa chữa một thủy phi cơ ngoài khơi trong ngày Giáng Sinh rồi sau đó kéo nó trong ba ngày khi biển động nặng khiến không thể cất cánh an toàn. Con tàu cũng thực hiện những chuyến đi tiếp liệu đến Palmyra, trước khi đi lên phía Bắc đến Kodiak vào ngày 6 tháng 6 năm 1942.
Phía Nhật đã chiếm Kiska và Attu thuộc quần đảo Aleut như một phần của sự phối hợp với việc tấn công trong Trận Midway. Hulbert được phân công tiếp liệu các thủy phi cơ thuộc Liên đội VP-43 trong những phi vụ trinh sát và ném bom xuống các đảo này. Nó cũng đi đến đảo Seguam vào ngày 30 tháng 8, đổ bộ một phân đội thủy binh để ttruy lùng trạm phát vô tuyến của quân Nhật. Sang ngày hôm sau, nó đi đến Atka để trợ giúp chiếc USS Casco bị trúng ngư lôi; luân phiên các hoạt động tiếp liệu thủy phi cơ và cứu hộ trong tháng 9. Nó rời khu vực quần đảo Aleut vào ngày 4 tháng 10 quay trở về Hoa Kỳ để được tiếp tế và sửa chữa tại San Francisco, California.

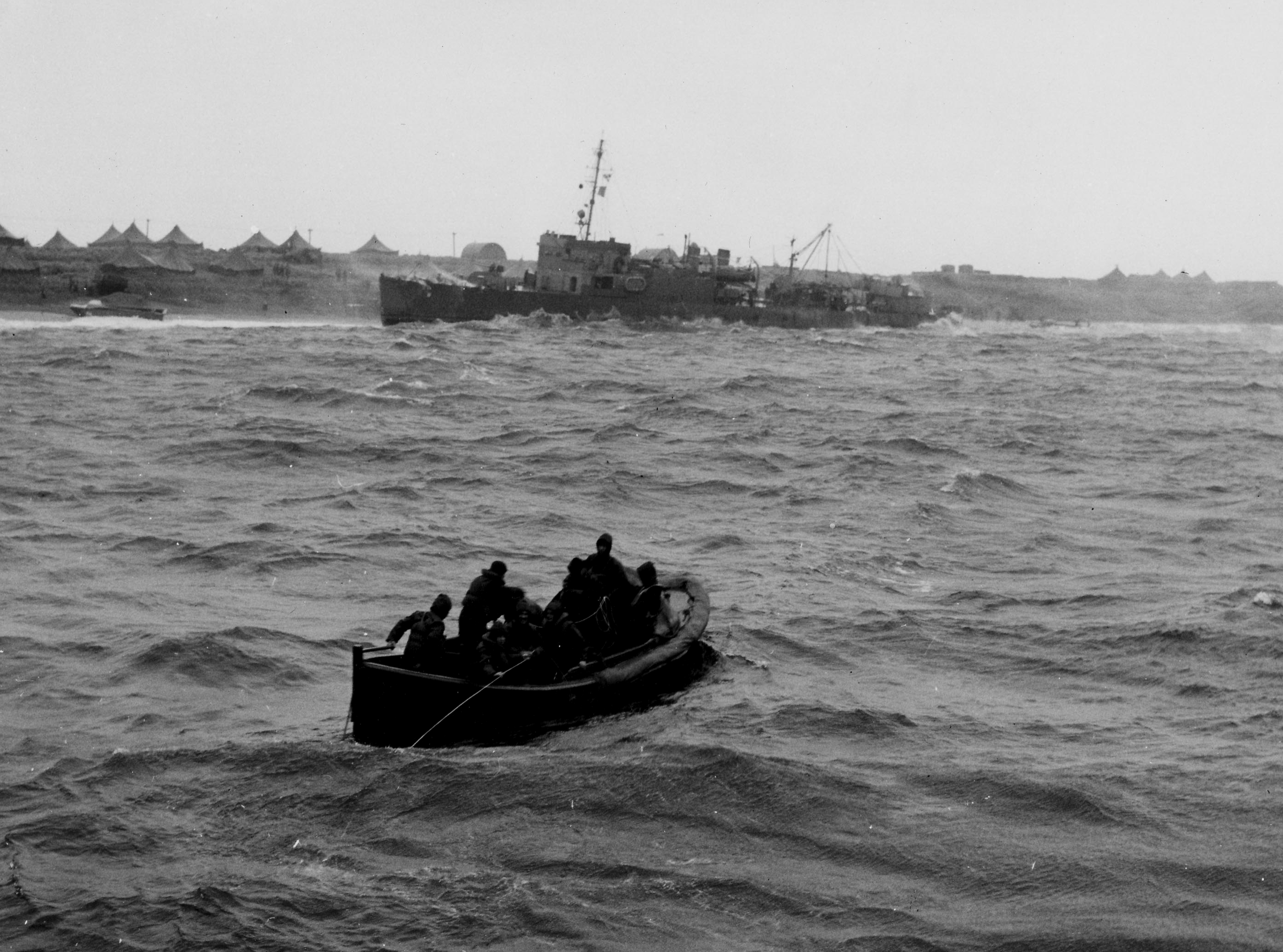
Hulbert bị mắc cạn tại Attu, 1943.

Hulbert lại khởi hành từ Seattle, Washington vào ngày 8 tháng 12 năm 1942 để đi Kodiak, nơi nó tiếp liệu cho các máy bay tuần tra ném bom trong những tháng đầu năm 1943. Đến tháng 5, nó đi đến Amchitka, hoạt động như một trạm thông tin liên lạc trong quá trình tái chiếm Attu vào mùa Xuân năm đó. Nó lại đi đến Attu vào tháng 6, cung cấp nhiên liệu và thông tin liên lạc cho thủy phi cơ và xuồng phóng lôi, nhưng bị trôi dạt lên bờ tại vịnh Massacre trong một cơn bão dữ dội vào ngày 30 tháng 6 năm 1943. Lườn tàu của nó bị hư hại nặng, và sau khi được sửa chữa tạm thời tại Dutch Harbor, nó đi đến Seattle vào ngày 30 tháng 8 để được đại tu toàn diện.
Hulbert được xếp lại lớp với ký hiệu lườn DD-342 vào ngày 1 tháng 12 năm 1943, và lên đường vào ngày 15 tháng 1 năm 1944 đi San Diego để nhận nhiệm vụ mới như một tàu hộ tống. Trong thời gian còn lại của chiến tranh, nó phục vụ như tàu canh phòng máy bay và hộ tống cho hàng loạt tàu sân bay hộ tống mới khi chúng chuẩn bị gia nhập hạm đội tại Viễn Đông. Nó cũng phục vụ như mục tiêu cơ động để huấn luyện phi công ném thủy lôi, giải cứu nhiều phi công bị rơi trong giai đoạn này. Sau khi chiến tranh kết thúc, nó khởi hành vào ngày 30 tháng 9 năm 1945 hộ tống cho tàu sân bay USS Ranger đi qua kênh đào Panama, và đi đến Philadelphia vào ngày 17 tháng 10 năm 1945.
Hulbert được cho xuất biên chế vào ngày 2 tháng 11 năm 1945 và bị bán cho hãng Ship Shape, Inc., ở Philadelphia để tháo dỡ vào tháng 10 năm 1946.

## Phần thưởng
Hulbert được tặng thưởng hai Ngôi sao Chiến trận do thành tích phục vụ trong Thế Chiến II.